# James W. Bryce
James W. Bryce (* 5. September 1880 in New York City; † 1949) war ein US-amerikanischer Erfinder und Ingenieur bei IBM.
Bryce studierte am City College of New York und war dann technischer Zeichner. Ab 1903 arbeitete er für Walter Christie an einem Rennauto mit Frontantrieb. Ab 1904 arbeitete er bei H. T. Goss unter anderem an Stechuhren und wurde dessen Partner. Ab 1917 arbeitete er für die Computing Tabulating Recording Company (CTRC), der späteren IBM, zunächst ebenfalls an Stechuhren mit Lochkarten-Datenverarbeitung. Um aus der Arbeitszeit den Lohn zu berechnen, entwickelte er einen Multiplizierer auf elektromechanischer Basis (Relais). Er wurde Chef-Ingenieur von IBM und in dieser Funktion kontaktierte ihn Howard Aiken 1937 für den Harvard Mark I-Computer (ASCC). Er setzte sich früh für den Übergang zur Elektronik (Röhren) ein und entwarf 1946 einen Multiplizierer mit Röhren (IBM 603). Daraus entstand die ALU im Selective Sequence Electronic Calculator (SSEC) von IBM (1948). Damals war er allerdings schon ernsthaft erkrankt und starb 1949.
Er hielt über 500 Patente in den USA und außerhalb und wurde 1936 vom US-Patentamt bei dessen Hundertjahrfeier zu den zehn größten zeitgenössischen Erfindern gezählt.